# Joana Ramos
Joana Isabel Ventura Ramos (Coimbra, 16 de janeiro de 1982) foi uma atleta olímpica portuguesa de judo, na categoria de -52 kg.
Representou o Sporting Clube de Portugal desde 2010, sendo seus treinadores, Pedro Soares e João Rodrigues. Participou por três vezes nos Jogos Olímpicos: em 2012, em Londres, Inglaterra, em  2016, no Rio de Janeiro, Brasil e em 2021, em Tóquio 2020, Japão. Em 2004, não participou nos jogos de Atenas, na Grécia, apesar de ter conseguido obter os mínimos no apuramento olímpico, durante o período 2001 a 2004. Em 2011, foi vice campeã da Europa em Istambul, na Turquia e, em 2017, foi medalha de bronze no Campeonato da Europa, em Varsóvia, Polónia. Em campeonatos mundiais, o seu melhor resultado conseguido foi em 2011, em Paris, França, onde obteve um excelente 5º lugar, resultado que conseguiu repetir 8 anos depois, em Tóquio, Japão, e em 2021, em Budapeste, Hungria., com 39 anos, a demonstrar a sua capacidade extraordinária de atleta. Participou em 2019 nos II Jogos Europeus, em Minsk na Bielorrússia, onde conquistou 2º lugar - Medalha de Prata, integrando a equipa portuguesa nos ""Campeonato da Europa" e "" II Jogos Europeus" | Minsk Foi campeã europeia Universitária em 2013, na cidade de Coimbra, sua cidade natal, em representação da Universidade Clássica de Lisboa. Esteve na 5ª posição do Ranking Mundial da IJF, em maio de 2011 face aos bons resultados, então, alcançados. É uma das melhores atletas portuguesas de judo de sempre, sendo a que participou no maior número de provas internacionais (150) com 420 combates, desde 11 de Novembro de 1998 até 25/07/2021), dos quais venceu 229.

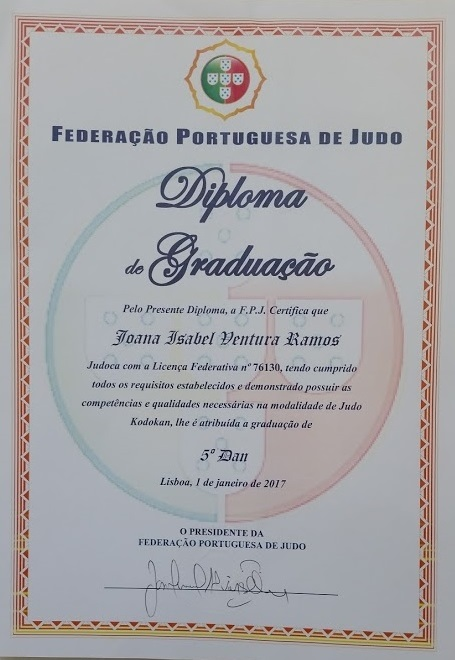
Diploma de Graduação de Joana Ramos, em 5º DAN, pela FPJ, em 1 de Janeiro de 2017, face aos resultados obtidos ao longo da sua carreira desportiva, nomeadamente a obtenção dos mínimos olímpicos para os JO de Atenas 2004, a participação nos JO de Londres 2012, nos JO do Rio de Janeiro 2016, nos Jo de Tóquio 2020, em 2021, em Tóquio e o título de vice-campeã da Europa, em 2011, em Istambul

 No Sporting Clube de Portugal, foi galardoada com os Prémio Stromp - Atleta do Ano, em Novembro de 2011 e Europeu, em Novembro de 2017.
Em 1 de Janeiro de 2017, foi graduada, por mérito, em 5º DAN, pela FPJ (ver Diploma, lateralmente)
Em 2012, foi nomeada Embaixadora da Ética no Desporto.
Foi professora de judo no Sporting Clube de Portugal.
A partir de 1 de Outubro de 2021 passou a integrar a equipa técnica da Federação Portuguesa de Judo.
Estudou Direito nas Universidades de Coimbra  e Lisboa. Frequenta O Instituto Superior de Ciências Educativas (ISCE), em Odivelas, na Licenciatura de Desporto.

## História
Joana Ramos, nasceu em Coimbra, em 16 de Janeiro de 1982, na freguesia da Sé Nova. Filha de Afonso Pereira Ramos e de Maria Ângela Fernandes Ventura Ramos, ambos naturais de Coimbra. Estudou na Escola Secundária D. Inês de Castro e Escola Secundária D. Duarte, na freguesia de Santa Clara. Cursou Direito nas Faculdade de Direito da Universidade de Coimbra e Universidade Clássica de Lisboa.
Joana Ramos iniciou a sua actividade de judoca  em janeiro de 1995 ( tinha acabado de fazer treze anos), representando o Clube Futebol Santa Clara, clube da freguesia  onde residia, Santa Clara, do concelho de Coimbra.
Em abril desse ano, participou pela primeira vez num torneio, como Juvenil  II, embora sendo Juvenil I, em Miranda do Corvo. Joana Ramos ganhou a sua primeira medalha  - (prata -52 kg). Em 1996 e 1997 sagrou-se campeã zonal, obtendo nesse último ano a sua primeira medalha num campeonato nacional, 3º lugar, no campeonato nacional de juvenis em -56 kg.
Em julho de 1997, participou numa prova de nível mundial, os Campeonatos da C.S.I.T., sendo ainda juvenil.
Em 1998, passou  a representar a ACM Associação Cristã da Mocidade – Coimbra, sagrando-se Campeã Nacional de Esperanças e de Júniores e conquistou a suas primeiras medalhas internacionais:  “bronze”, no Campeonato Mundial Escolar, realizado em Belford, França, e, no então, Campeonato da União Europeia, realizado no Funchal. Neste mesmo ano participou nos Jogos Mundiais da Juventude, em Moscovo, onde obteve o 9º lugar e participou no seu primeiro Campeonato do Mundo de Juniores, na Colômbia, sendo ainda esperança. No  ano de 1999, Joana Ramos, já na qualidade de júnior, conquistou a medalha de prata no Campeonato da União Europeia.
No ano de 2010, ingressou no Sporting Clube de Portugal, em busca de melhores condições de trabalho, focada nos Jogos Olímpicos.
Foi 9 vezes Campeã Nacional de Portugal: 1, como Esperanças (Cadetes) (Cadete), 2, como Júniores (Júnior) e 6, como Séniores (Sénior.)

## Carreira

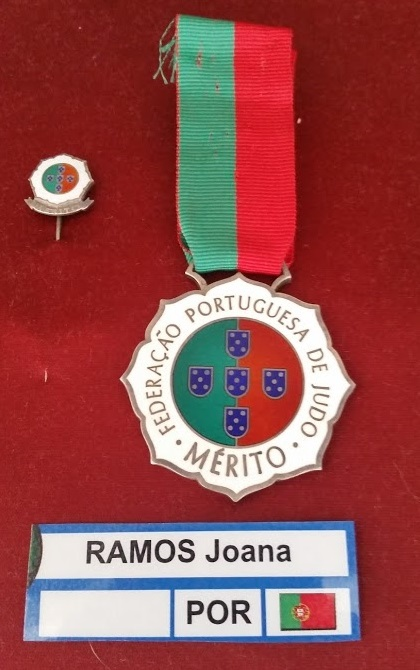
Medalha de Mérito desportivo atribuída a Joana Ramos, em 2004, face aos resultados obtidos até então, incluindo a obtenção dos mínimos olímpicos no apuramento para os Jogos Olímpicos de Atenas 2004

A sua carreira está recheada de êxitos, mas foi com a conquista da medalha de bronze, no Campeonato da Europa Sub 23, em Ljubljana na Eslovénia, em 2004 e, sobretudo, com a obtenção dos mínimos olímpicos no apuramento para os Jogos Olímpicos de Atenas, de 2004 (atribuição da Medalha de Mérito pela Federação Portuguesa de Judo), que ganhou visibilidade e despertou o interesse de alguns clubes europeus de judo. Em 2003 e 2004, Joana Ramos integrou a equipa alemã do Rousselsheim, na qual se sagrou campeã nacional e conquistou a medalha de bronze, respectivamente, na Bundsliga. Também defendeu as cores do Judokan de Valência, Espanha, onde se sagrou vice-campeã da Liga Madrilena. Ainda como júnior, obteve o 5º lugar no Campeonato do Mundo de 2000, realizado em Nabeul, Tunísia e o 5ª lugar no Campeonato da Europa de 2001, disputado em Budapeste, Hungria. Participou por cinco vezes no Master, provas do calendário internacional da IJF, onde, apenas, participam as primeiras 16 atletas do ranking mundial da IJF: 2010, Suwon, Coreia do Sul, 2011, Baku, Azerbeijão, 2012, Almati, Cazaquistão, 2015, Rabat, Marrocos e em 2016, Guadalajara, México. Em 2008, no dia 4 de Maio, conquista a sua primeira medalha de ouro, na Taça do Mundo de Belo Horizonte, MG, Brasil e em 2009  sobe ao 1º lugar do pódio na Taça do Mundo, em Lisboa, com um sabor muito especial por ter sido ganha no seu país.
Mas é a partir de 2010, com a sua transferência para o Sporting Clube de Portugal, que os grandes resultados começariam a surgir na carreira de Joana Ramos. A medalha de prata conquistada no Grand Slam de Moscovo, Rússia, teve um sabor muito especial porquanto, foi a primeira de um grand slam e onde foi derrotada, apenas, pela, então, campeã do mundo, à data. Ainda, em 2010 conquistou as seguintes medalhas: Taça do Mundo de Budapeste, bronze, Taça do Mundo de Varsóvia,  bronze Taça do Mundo de Bucareste,  bronze, Grand Prix de  Dusseldorf, medalha de prata. e no Grand Prix de Abu Dhabi a medalha de Ouro.
Em 2011, sagra-se vice-campeã da Europa, em Istambul, Turquia e obtém o 5º lugar no Campeonato do Mundo de 2011, em Paris, França. Conquista ainda, no grand Slam de Moscovo a medalha de bronze. Em 2012, participa pela primeira vez em Jogos Olímpicos, os de Londres, onde ficou em 9º lugar. Em 2013 foi Campeã da Europa Universitária, em 4 de outubro, depois de submetida a uma intervenção cirúrgica à cervical. Em 2014, conquistou as medalhas de Prata, em Miami e Zagreb, a medalha de ouro em Astana e a medalha de bronze em Tashkent Em 2015 conquistou a medalha de OURO no Grande Slam de Tyumen, na Rússia, com 33 anos e a medalha de prata no Grand Prix de Budapeste. Em Agosto de 2016, obteve o 9° lugar nos Jogos Olímpicos do Rio de Janeiro. Em 2017 conquista a medalha de bronze no Grand Prix de Tiblíssi, Geórgia e a  medalha de bronze no Campeonato da Europa, disputado em Varsóvia. No Campeonato do Mundo, disputado em Budapest, classifica-se em 9º lugar. Em 2018, depois de uma longa paragem devido a uma pneumonia e ao aparecimento de uma outra complicação do foro respiratório (asma de esforço), Joana Ramos reaparece no final do verão, no Campeonato do Mundo, onde foi 9ª classificada. Um mês depois, em Cancun (México, conquista a medalha de bronze. e em 27 de Outubro, em Abu Dhabi, Conquista o 5º lugar no Grand Slam dos EAU, ao perder na luta pelo bronze. Em 2019, em Ekaterinburg, obtém o 5º lugar no Grand Slam da Rússia. Sagra-se vice-campeã da Europa e dos II Jogos Europeus, por equipas, e classifica-se em 5º lugar, no Campeonato do Mundo, em Tóquio (Japão), ao perder o combate da atribuição da medalha de bronze com a campeã olímpica, após lesão, com fratura exposta do nariz. Em Brasília (Brasil),conquista o 5º lugar no Grand Slam.

## Melhores resultados
2021
- Medalha de Bronze - ""Grand Slam"" da Geórgia | Tiblíssi[52]
- 5º lugar - ""Campeonato do Mundo de Séniores"" | Budapeste[53]

2019
- 5º lugar - ""Grande Slam" do Brasil | Brasília[55]
- 5º lugar - ""Campeonato do Mundo de Séniores"" | Tóquio[56]
- 2º lugar - Medalha de Prata -integrando a equipa portuguesa nos ""Campeonato da Europa" e "" II Jogos Europeus" | Minsk[57]
- 5º lugar - ""Grande Slam" da Rússia | Ekaterinburg[58]

2018
- Medalha de Bronze - "Grand Prix" do México | Cancun[48]
- 9° lugar no Campeonato do Mundo de Baku . séniores.[59]

2017
- 9° lugar no Campeonato do Mundo de Budapeste . séniores.[60]
- Medalha de Bronze - "Campeonato da Europa - séniores" Polónia | Varsóvia[61]
- Medalha de Bronze - "Grand Prix" da Geórgia |Tiblíssi[62]

'2016'
- 9° lugar nos Jogos Olímpicos  do  Rio de  Janeiro, Brasil.
- Sagrou-se Campeã Nacional pela 9ª vez (6ª vez como sénior)

2015
- Medalha de Ouro - "Grand Slam" da Rússia |Tiumen[63]
- Medalha de Bronze - "Grand Prix" da Hungria |Budapeste[64]

2014
- Medalha de Bronze - "Grand Prix" da Uzbequistão |Tasquente[65]
- Medalha de Ouro  - "Grand Prix"[66] do Cazaquistão |Astana
- Medalha de Prata - "Grand Prix" da[67]  Croácia |Zagreb
- Medalha de Prata - "Open Pan Americano" dos[68] dos Estados Unidos |Miami

2013
- Medalha de Ouro |Campeã Europeia Universitária - "Campeonato da Europa Universitário"  Portugal |Coimbra
- Medalha de Bronze - "Grand Prix" da Croácia |Rijeka

2012
- 9ª classif nos Jogos Olímpicos do Reino Unido |Londres
- Medalha de bronze - "Taça da Europa " da  Chéquia |Praga

2011
- 5ª classif., Campeonato Mundial de Paris  França
- Medalha de prata |Vice-Campeã Europeia - "Campeonato da Europa de Séniores"  Turquia |Istambul
- Medalha de Bronze - "Grand Slam" da Rússia |Moscovo

2010
- 7ª classif., Campeonato Mundial de Tóquio Japão
- Medalha de Ouro - "Grand Prix" dos Emirados Árabes Unidos |Abu Dhabi
- Medalha de prata - "Grand Slam" da Rússia |Moscovo
- Medalha de Prata - "Grand Prix" da Alemanha |Düsseldorf
- Medalha de Bronze - Taça do Mundo da Hungria |Budapeste
- Medalha de Bronze - Taça do Mundo da Polónia |Varsóvia
- Medalha de Bronze - Taça do Mundo da Roménia |Bucareste

2009
- Medalha de Ouro - Taça do Mundo de Portugal |Lisboa

2008
- Medalha de Prata - Taça do Mundo da Roménia |Bucareste
- Medalha de Ouro - Taça do Mundo do Brasil |Belo Horizonte

2006
- Medalha de Bronze - Taça do Mundo do Reino Unido |Birmingham
- Medalha de Prata -  Liga Madrilena Espanha | Vice-Campeã | Judokan de Valência

2004
- Medalha de Prata - Taça do Mundo de Itália |Roma
- Medalha de Bronze - Campeonato da Europa - sub-23 |Eslovénia |Liubliana
- Medalha de Bronze -  Bundsliga Alemanha | Russelsheim

2003
- Medalha de Prata - Taça do Mundo da Bulgária |Sófia
- Medalha de Prata -  Taça do Mundo da Áustria |Leonding
- Medalha de Ouro -  Bundsliga Alemanha | Campeã da Alemanha | Russelsheim

2002
- Medalha de Bronze - Taça do Mundo da Bulgária |Sófia